# Rich Communication Services
Rich Communication Services (RCS) é um protocolo de comunicação entre operadoras de telefonia móvel e entre telefone e operadora, com o objetivo de substituir mensagens SMS por um sistema de mensagens de texto mais rico, que fornece polling de lista telefônica (para descoberta de serviços) e pode transmitir multimídia na chamada. Faz parte do Sistema Interativo Multimídia mais amplo. A Google adicionou suporte à criptografia de ponta-a-ponta para conversas individuais em sua própria extensão.
Também é comercializado como Advanced Messaging, Chat, joyn, SMSoIP, Message+ e SMS+.
No início de 2020, estimava-se que o RCS estava disponível em 88 operadoras em 59 países, com aproximadamente 390 milhões de usuários por mês.

## História
A iniciativa da indústria Rich Communication Suite foi formada por um grupo de promotores da indústria em 2007. Em fevereiro de 2008, a GSM Association tornou-se oficialmente o projeto 'casa' do RCS; e um comitê de direção do RCS foi estabelecido pela organização.
O comitê de direção especificou a definição, teste e integração dos serviços no conjunto de aplicativos conhecido como RCS. Três anos depois, o projeto RCS lançou uma nova especificação – RCS-e (e = enhanced, aprimorado), que incluía várias iterações das especificações RCS originais. O programa GSMA agora é chamado de Rich Communication Services.
A GSMA publicou o Perfil Universal (Universal Profile) em novembro de 2016. O Perfil Universal é uma especificação GSMA única para comunicações avançadas. As operadoras que implantam o Perfil Universal garantem a interconexão com outras operadoras. 47 operadoras de rede móvel, 11 fabricantes e 2 provedores de SO (Google e Microsoft) anunciaram seu suporte. A plataforma Jibe Cloud do Google é uma implementação do RCS Universal Profile, projetada para ajudar as operadoras a lançar RCS rapidamente e escalonar facilmente.
A Samsung é o principal fabricante de equipamento original (OEM) do dispositivo para oferecer suporte a RCS. Os dispositivos compatíveis com RCS da Samsung foram lançados comercialmente na Europa desde 2012 e nos Estados Unidos desde 2015.
O Google oferece suporte a RCS em dispositivos Android com seu aplicativo SMS para Android Messages. Em abril de 2018, foi relatado que o Google estaria transferindo a equipe que estava trabalhando em seu serviço de mensagens Google Allo para trabalhar em uma implementação mais ampla do RCS. Em junho de 2019, o Google anunciou que começaria a implantar o RCS de forma opcional por meio do aplicativo Mensagens (marcado como recursos de bate-papo), com serviço compatível com o Perfil Universal e hospedado pelo Google e não pela operadora do usuário. A implantação dessa funcionalidade começou na França e no Reino Unido. Em resposta às preocupações sobre a falta de criptografia de ponta a ponta no RCS, o Google afirmou que só reteria os dados das mensagens em trânsito até que fossem entregues ao destinatário. Em novembro de 2020, a Google anunciou mais tarde que começaria a implementar a criptografia de ponta a ponta para conversas individuais entre usuários do Mensagens, começando com a versão beta do aplicativo. Em dezembro de 2020, a Samsung atualizou seu aplicativo de mensagens Samsung Experience para também permitir que os usuários optem pelo bate-papo.
Em outubro de 2019, as quatro principais operadoras dos EUA anunciaram um acordo para formar a Cross-Carrier Messaging Initiative para implementar conjuntamente o RCS usando um aplicativo recém-desenvolvido. Este serviço será compatível com o Perfil Universal. No entanto, tanto a T-Mobile quanto a AT&T assinaram acordos com o Google para substituir seu aplicativo de mensagens pelo aplicativo Messages da própria Google.